# Little Solsbury Hill
Little Solsbury Hill (besser bekannt als Solsbury Hill) ist ein kleiner flacher Hügel und die Stätte eines eisenzeitlichen Hügelforts oberhalb des Dorfes Batheaston. in Somerset, England. Der Hügel erhebt sich bis zu 191 m über den Fluss Avon, der etwas mehr als 2 km südlich liegt, und bietet einen Blick auf die Stadt Bath und die Umgebung. Er liegt in der Cotswolds Area of Outstanding Natural Beauty.

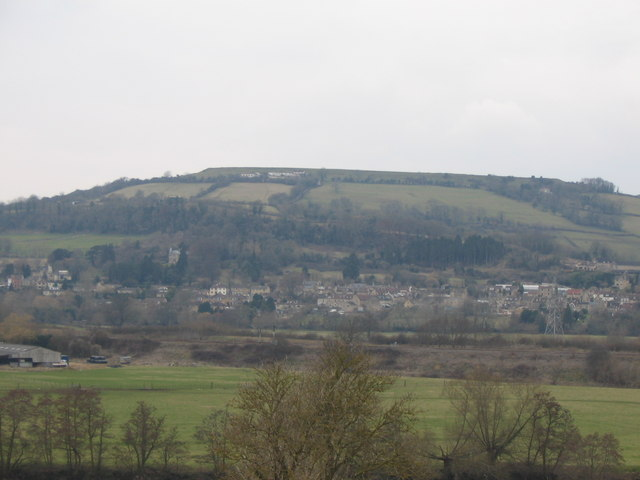
Der Solsbury Hill von Bathford aus gesehen

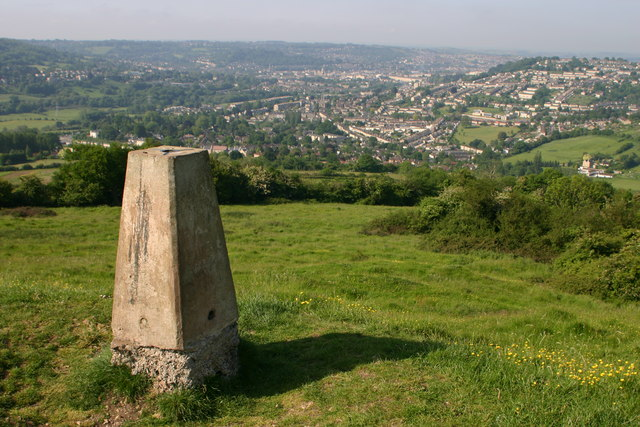
Blick vom Solsbury Hill über den dortigen Triangulations-Messpunkt auf die Stadt Bath

Der Hügel ist einer von mehreren möglichen Schauplätzen der Schlacht von Badon und zeigt die Überreste eines mittelalterlichen Feldsystems. Ein Teil des Hügels wurde im 19. Jahrhundert abgebaut. 1930 wurde er vom National Trust erworben. Während der Verbreiterung der A46 im Jahr 1994 wurde von Demonstranten ein kleines Labyrinth in den Torf geschnitten.

## Namensherkunft
Der Ort wird manchmal falsch Salisbury oder Solisbury geschrieben, möglicherweise wegen der Verwechslung mit Salisbury Plain (einer Hochebene in Südengland) oder der Stadt Salisbury. Der Name "Solsbury" leitet sich mutmaßlich von dem keltischen Gott Sulis ab, einer Gottheit, die an der Thermalquelle im nahe gelegenen Bath verehrt wurde. Mit dem altenglischen Suffix „burg“ oder „burh“ benannte man einen besiedelten Ort (eine Stadt oder Burg), welches heute in vielen englischen Ortsnamen, die auf -burg, -borough, -boro oder eben auch -bury enden, enthalten ist. Eine geologische Karte von Horace B. Woodward auf der Rückseite des Handbuchs von Bath aus dem Jahr 1888 bezeichnet den Hügel als "Stilisbury Hill".

## In der Popkultur
Der Little Solsbury Hill ist die Inspiration für das gleichnamige Lied, das der englische Singer-Songwriter und Rock-Musiker Peter Gabriel 1977 als seine erste Solo-Single veröffentlichte. Eine Aufnahme der Geräusche der Natur auf dem Hügel bildet den Track A Quiet Moment auf Gabriels Album New Blood aus dem Jahr 2011, der der orchestralen Version des Liedes Solsbury Hill vorausgeht.
In den Warlord Chronicles, einer Trilogie von historischen Romanen, befindet sich der Standort des Mount Badon auf dem Solsbury Hill.